# Stephen Robinson (calciatore)
Stephen Robinson (Lisburn, 10 dicembre 1974) è un allenatore di calcio ed ex calciatore nordirlandese, di ruolo centrocampista, tecnico del St. Mirren.

## Palmarès

### Giocatore

#### Competizioni nazionali
- Football League One: 1

Luton Town: 2004-2005